# Пластик (компания)
ОАО «Пластик» — российское химическое предприятие в городе Узловая Тульской области. Одно из градообразующих предприятий города.

## История
Предприятие основано 19 декабря 1959 года на базе опытно-промышленной брикетной фабрики. Первоначально завод занимался производством текстолитовых касок.
С 1963 года начато производство полиэтиленовой плёнки и выпуск изделий широкого потребления из пластмасс, с 1964 года — фенопласта, с 1967 года — эмульсионного и суспензионного полистиролов, с 1968 года — деталей для ВАЗа и товаров народного потребления, с 1973 года — АБС-пластика, в конце 1975 года — стирола.
В декабре 1992 года завод был преобразован в открытое акционерное общество «Пластик».
В 2001 году предприятие вошло в группу компаний «Сибур».
С апреля 2003 года на предприятии производятся компаунды.
30 декабря 2013 года 100 % акций ОАО «Пластик» продано группе частных инвесторов за 575 млн рублей. В группу частных инвесторов вошли Лев Резников, Максим Кизимов и другие частные лица. Планируется, что новые владельцы предприятия сохранят коллектив и трудовые традиции ОАО «Пластик».

## Собственники и руководство
С 2013 года — в собственности у группы частных инвесторов.

## Продукция
Технологический комплекс «Пластика» включает производства стирола (мощностью до 60 тыс. т в год), вспенивающегося полистирола (мощностью до 11 тыс. т в год), АБС-пластиков (мощностью 23 тыс. т в год), а также сепараторов и фенопластов (мощностью 6.38 тыс. т в год). На предприятии также действуют технологические линии по производству комплектующих изделий для автомобиле- и машиностроения, средств индивидуальной защиты, а также готовых изделий бытового назначения. Продукция «Пластика» реализуется на российском рынке, а также экспортируется в страны Западной и Восточной Европы, СНГ и частично в Азию.